# Alessandra Anglesio
Alessandra Anglesio (Turín, 4 de abril de 1962) es una deportista italiana que compitió en esgrima, especialista en la modalidad de espada.
Ganó tres medallas en el Campeonato Mundial de Esgrima, entre los años 1988 y 1990.

## Palmarés internacional
| Campeonato Mundial | Campeonato Mundial      | Campeonato Mundial | Campeonato Mundial |
| Año                | Lugar                   | Medalla            | Prueba             |
| ------------------ | ----------------------- | ------------------ | ------------------ |
| 1988               | Orleans (Francia)       | Medalla de bronce  | Espada por equipos |
| 1989               | Denver (Estados Unidos) | Medalla de plata   | Espada por equipos |
| 1990               | Lyon (Francia)          | Medalla de bronce  | Espada por equipos |